# مجنحية الثمر
مجنحية الثمر (الاسم العلمي: Dipterocarpaceae) هي فصيلة من النباتات تتبع رتبة الخبازيات من طائفة ثنائيات الفلقة.

## التصنيف
- مجنحاوات الثمر
  - الشورياوية
    - الشورية